# Ocean Colour Scene
Ocean Colour Scene (también conocida por su abreviatura OCS) es una banda de rock alternativo británica que se formó en Birmingham a principios de los 90.

## Historia
La banda nació después de que dos bandas de la ciudad -The Boys y Fanatics- decidieran disolverse y músicos de ambas formaciones decidieran juntarse para un nuevo proyecto.
El primer sencillo de OCS, "Sway", fue lanzado a principios de los 90 en plena efervescencia de la era indie en el Reino Unido. Sin embargo, la casa discográfica que lo editó fue absorbida por una compañía mucho más grande (Phonogram Records) que decidió remezclar "Sway" en contra de los deseos de la banda para que se ajustara más a la tendencia musical de moda en aquellos momentos: el Madchester, lo que provocó una larga disputa entre productora y grupo. En medio de todo esto, la banda publicó su primer álbum: Ocean Colour Scene, el cual no tuvo el éxito esperado al no encajar con los gustos musicales de la época.
Con la explosión del Britpop, la música de OCS comenzó a tener un gran éxito en Gran Bretaña y pronto traspasó las fronteras para ser internacionalmente conocida. El segundo álbum de la banda Moseley Shoals (1996) fue acogido por la crítica con grandes elogios y alcanzó el segundo puesto en las listas de ventas del Reino Unido. Un año más tarde, la banda se consagró definitivamente con su álbum Marchin' Already que llegó a ser número 1 en las listas.

## Integrantes de la banda
Los integrantes habituales del grupo han sido tradicionalmente:
- Steve Cradock; (nacido el 22 de agosto de 1969); guitarra, piano, mandolina, E-bow, órgano y voz de acompañamiento.
- Simon Fowler, (nacido el 25 de abril de 1965); voz, armónica y guitarra acústica
- Oscar Harrison (nacido el 15 de abril de 1965); batería, piano y voces de acompañamiento.
- Damon Minchella (nacido el 1 de junio de 1969); bajo

Damon Minchella abandonó el grupo en 2003, siendo temporalmente reemplazado por Gary "Mani" Mounfield. Posteriormente, Dan Sealey ocupó su plaza de forma permanente. Además también se unió al grupo un segundo guitarrista: Andy Bennet, convirtiendo al cuarteto en una banda de cinco miembros.

## Discografía

### Álbumes de estudio
| Fecha de lanzamiento | Título                                     | Posición más alta en las listas británicas |
| -------------------- | ------------------------------------------ | ------------------------------------------ |
| Marzo de 1992        | Ocean Colour Scene                         | 54                                         |
| Abril de 1996        | Moseley Shoals                             | 2                                          |
| Septiembre de 1997   | Marchin' Already                           | 1                                          |
| Septiembre de 1999   | One from the Modern                        | 4                                          |
| Abril de 2001        | Mechanical Wonder                          | 7                                          |
| Julio de 2003        | North Atlantic Drift                       | 14                                         |
| Marzo de 2005        | A Hyperactive Workout for the Flying Squad | 30                                         |
| Abril de 2007        | On the Leyline                             | 37                                         |
| Abril de 2010        | Saturday                                   | 35                                         |
| Febrero de 2013      | Painting                                   | 49                                         |

### Caras B, recopilatorios y directos
| Fecha de lanzamiento                                     | Título                          | Posición más alta en las listas británicas | Descripción |
| -------------------------------------------------------- | ------------------------------- | ------------------------------------------ | --- |
| Marzo de 1997                                            | B-sides, Seasides and Freerides | 4                                          | Caras B de la época de "Moseley Shoals". |
| Julio de 2001                                            | Songs for the Front Row         | 16                                         | Recopilación de singles principalmente de 2001 con algunas otras canciones.                                                                            |
| Diciembre de 2002                                        | Live on the Riverboat           | N/A                                        | Grabación en directo de un concierto acústico con Simon Fowler y Oscar Harrison lanzado a través de internet con una edición limitada de 3.000 copias. |
| Julio de 2003                                            | Anthology                       | 75                                         | Colección completa del material de OCS desde su debut hasta 2001 incluyendo singles y caras B.                                                         |
| Septiembre de 2004                                       | One For The Road                | 75                                         | Álbum en directo grabado en 2004 con canciones de su tour veraniego.                                                                                   |
| Mayo de 2006                                             | Live Acoustic at the Jam House  | 73                                         | Álbum en directo con las canciones que interpretaron en un concierto acústico en Birminghan en febrero de 2006.                                        |
| Diciembre de 2006                                        | Live At Birmingham Academy      | N/A                                        | Álbum en directo con canciones grabadas en la Birmingham Carling Academy en diciembre de 2006                                                          |
| Febrero de 2007 (Descarga en iTunes) Agosto de 2007 (CD) | BBC Sessions                    | N/A                                        | Recopilatorio con actuaciones en directo grabadas entre 1990 y 1997 para la BBC Radio 1                                                                |

### Sencillos en el Reino Unido[1]
- 1989 "Suburban Love Songs" EP (publicado bajo el nombre de The Fanatics)
- 1990 "One Of Those Days" Unreleased
- 1990 "Sway"
- 1991 "Yesterday Today" #49
- 1992 "Sway" (relanzamiento) #88
- 1992 "Giving It All Away" #83
- 1992 "Do Yourself A Favour EP" #94
- 1996 "The Riverboat Song" #15
- 1996 "You've Got It Bad" #7
- 1996 "The Day We Caught the Train" #4
- 1996 "The Circle" #6
- 1997 "Hundred Mile High City" #4
- 1997 "Travellers Tune" #5
- 1997 "Better Day" #9
- 1998 "It's a Beautiful Thing" #12
- 1999 "Profit in Peace" #13
- 1999 "So Low" #34
- 2000 "July" #31
- 2000 "The Waves" Unreleased
- 2001 "Up on the Downside" #19
- 2001 "Mechanical Wonder" #49
- 2001 "Crazy Lowdown Ways" #64
- 2003 "I Just Need Myself" #13
- 2003 "Make the Deal" #35
- 2004 "Golden Gate Bridge" #40
- 2005 "Free My Name" #23
- 2005 "This Day Should Last Forever" #53
- 2007 "I Told You So" #34
- 2007 "I Just Got Over You" #112 /HMV chart #12
- 2007 "Go to Sea"
- 2010 "Magic Carpet Days" #190
- 2010 "Saturday"
- 2013 "Painting"
- 2013 "Doodle Book"

### DVD & Videos
- 1997 Times of Our Lives [VHS]
- 1998 Travellers Tune [VHS]
- 2003 Filmed From the Front Row [DVD]
- 2008 Live at Jam House [DVD]